# Calendário judaico
Calendário judaico ou hebraico (em hebraico: הלוח העברי, haluach haivri) é o calendário utilizado dentro do judaísmo. 
O calendário judaico é um calendário do tipo lunissolar cujos meses são baseados nos ciclos da lua enquanto o ano é adaptado regularmente de acordo com o ciclo solar, por isso, ele é composto alternadamente por anos de 12 ou 13 meses e pode ter de 353 a 385 dias.
O povo judeu utiliza o calendário lunissolar há mais de 3 milênios para determinação das datas de aniversário, falecimento, casamento, festividades, serviços religiosos e outros eventos da comunidade.

## Origem
De acordo com evidências arqueológicas, os hebreus adotaram o calendário lunar cananeu, provavelmente na Idade do Bronze ou no início da Idade do Ferro, com um ano composto de doze meses de trinta dias, com cinco ou seis dias intercalares, para sincronizar o ano com as estações.
Conforme com a Tanach, a contagem dos meses se dava a partir das fases da lua desde o Êxodo.
O calendário de Gezer e inferências bíblicas indicam que os hebreus usavam meses lunares antes do cativeiro na Babilônia. 
O calendário religioso se iniciava no equinócio vernal, e o calendário civil, como no calendário egípcio, no equinócio de outono. O primeiro mês do calendário religioso e o sétimo do calendário civil era Abibe (Nissan).
Provavelmente, o calendário lunissolar foi adotado pelos judeus a partir do calendário grego, antes dos judeus serem dominados pelos gregos. Neste calendário lunissolar, torna-se necessário o uso do mês intercalar, adicionado durante a estação da primavera.

## Os meses
Mês (em hebraico: חודש, chodesh), deriva do radical da palavra hebraica חדש (chadash) que significa novo. Isto se dá porque o primeiro dia de cada mês é sempre o primeiro dia de lua nova. Isso é uma determinação encontrada na Torá (no livro de Shemot). Esta é uma regra lógica já que é a única fase da lua que pode ser determinada com precisão sem a necessidade de nenhum instrumento ou conhecimento maior de astronomia. No auge da lua nova, ela desaparece completamente e, no dia seguinte, vemos uma pequena listra branca ao olharmos para o ocidente poucos minutos após o pôr do sol - o que determina precisamente o primeiro dia do mês judaico.
Nos tempos bíblicos a determinação do começo do mês era realizada pela observação direta de testemunhas designadas para este fim, método seguido pelos caraítas até os dias de hoje, os quais determinam o primeiro mês do ano como Abibe. Hoje em dia segue-se um cálculo o qual já leva em conta outros parâmetros religiosos adicionados por rabinos da época do Talmud.
O ciclo lunar é de aproximadamente 29 dias e meio, o que gera uma alternação de meses com 29 ou 30 dias. A duração média de um mês hebreu é de 29.5305941358 dias, muito próximo ao mês sinódico (entre duas luas novas).

### Descrição dos meses
| Mês civil | Mês religioso | Hebraico         | Análogo babilônico   | Duração       | Notas | Referências bíblicas                                                                                            | Tribo de Israel |
| --------- | ------------- | ---------------- | -------------------- | ------------- | --- | --- | --------------- |
| 7         | 1             | Nissan (ניסן)    | araḫ nisānnu         | 30 dias       | É também chamado de Abibe (em hebraico: אביב) na Bíblia.                                                   | Êxodo 13:4; 23:15; 34:18; Deuteronômio 16:1; Neemias 2:1; Ester 3:7                                             | Judá            |
| 8         | 2             | Iyyar (אייר)     | araḫ āru (ayāru)     | 29 dias       | É chamado de Zive (em hebraico: זיו) na Bíblia.                                                            | 1 Reis 6:1,37                                                                                                   | Issacar         |
| 9         | 3             | Sivan (סיוון)    | araḫ simānu          | 30 dias       | | Ester 8:9 | Zebulom         |
| 10        | 4             | Tammuz (תמוז)    | araḫ Dumuzu (Duʾūzu) | 29 dias       | | Ezequiel 8:14                                                                                                   | Rubem           |
| 11        | 5             | Av (אב)          | araḫ abu             | 30 dias       | Mencionado somente como o quinto mês na Bíblia.                                                            | Números 33:3,38; Esdras 7:8,9; 2 Reis 25:8; 1 Crônicas 27:8; Jeremias 28:1; Ezequiel 20:1; Zacarias 7:3,5; 8:19 | Simeão          |
| 12        | 6             | Elul (אלול)      | araḫ ulūlu           | 29 dias       | | Neemias 6:15 | Gade            |
| 1         | 7             | Tishrei (תשרי)   | araḫ tašrītu         | 30 dias       | É chamado de Etanim (em hebraico: אתנ'ם) na Bíblia.                                                        | 1 Reis 8:2 | Efraim          |
| 2         | 8             | Cheshvan (חשוון) | araḫ samna           | 29 ou 30 dias | Também conhecido por Marcheshvan (em hebraico: מרחשוון). É chamado de Bul (em hebraico: בול) na Bíblia.    | 1 Reis 6:38; 12:32,33; 1 Crônicas 27:11                                                                         | Manassés        |
| 3         | 9             | Kislev (כסלו)    | araḫ kislīmu         | 30 ou 29 dias | | Neemias 1:1; Zacarias 7:1                                                                                       | Benjamim        |
| 4         | 10            | Tevet (טבת)      | araḫ ṭebētu (ṭebēlu) | 29 dias       | | Ester 2:16 | Dã              |
| 5         | 11            | Shevat (שבט)     | araḫ šabaṭu          | 30 dias       | | Zacarias 1:7 | Aser            |
| 6         | 12            | ‎ Adar (אדר)      | araḫ addaru (adār)   | 29 dias       | Nos anos embolísticos, Adar I (em hebraico: אדר א) tem 30 dias e Adar II (em hebraico: אדר ב) tem 29 dias. | Ester 3:7,13; 8:12; 9:1,15,17,19,21                                                                             | Naftali         |

#### Os meses deCheshvaneKislev
No calendário judaico atual, os meses são fixados por um cálculo complexo que leva em conta mais uma série de fatores, como por exemplo, a determinação talmúdica de que o primeiro dia do ano não pode cair nem num domingo, nem numa quarta-feira nem numa sexta-feira - ou outras regras ligadas ao horário exato da lua nova. Para uma maior flexibilidade no calendário, foi determinado que os meses de Cheshvan e de Kislev, de acordo com o ajuste necessário para o começo do ano seguinte, podem ter ou 29 ou 30 dias.
Com base nesta determinação:
- ambos os meses terem somente 29 dias ocorre exclusivamente nos anos comuns deficientes (com 353 dias) e anos embolísticos deficientes (com 383 dias)
- 30 de Cheshvan ocorre exclusivamente nos anos comuns completos (com 355 dias) e anos embolísticos completos (com 385 dias)
- 30 de Kislev ocorre nos anos comuns regulares (com 354 dias), anos comuns completos (com 355 dias), anos embolísticos regulares (com 384 dias) e anos embolísticos completos (com 385 dias)

#### O mês deAdar
O ano judaico deve ser periodicamente ajustado ao ciclo solar devido à determinação da Torá de que o mês de Nissan deve cair sempre na primavera (de Israel-hemisfério norte) ou, mais precisamente, de acordo com a determinação dos rabinos da época do Talmud - o equinócio da primavera tem que estar dentro do mês de Nissan. O ciclo de ajustes é de dezenove anos. Para este ajuste, é preciso determinar a diferença de dias entre um ano solar (aproximadamente 365 dias e 6 horas) e o período de 12 meses lunares (aproximadamente 354 dias e 9 horas): ele equivale aproximadamente a 10 dias e 21 horas. Por isso, a cada 2 ou 3 anos é necessário acrescentar um mês de 30 dias após Shevat: Adar I.
A maioria designa erroneamente Adar II como o mês intercalar quando, na realidade, o mês intercalar exato é Adar I.

### Período comparativo com o calendário gregoriano
| Mês      | Início do mês | Término do mês |
| -------- | --- | --- |
| Tishrei  | 16 de setembro–5 de outubro (anos comuns); 5 de setembro–16 de setembro (anos embolísticos)                                                                | 15 de outubro–3 de novembro (anos comuns); 4 de outubro–15 de outubro (anos embolísticos)                                                         |
| Cheshvan | 16 de outubro–4 de novembro (anos comuns); 5 de outubro–16 de outubro (anos embolísticos)                                                                  | 13 de novembro–2 de dezembro (anos comuns); 3 de novembro–13 de novembro (anos embolísticos)                                                      |
| Kislev   | 14 de novembro–3 de dezembro (anos comuns); 4 de novembro–14 de novembro (anos embolísticos)                                                               | 13 de dezembro–1 de janeiro (anos comuns); 2 de dezembro–13 de dezembro (anos embolísticos)                                                       |
| Tevet    | 14 de dezembro–2 de janeiro (anos comuns); 3 de dezembro–14 de dezembro (anos embolísticos)                                                                | 11 de janeiro–30 de janeiro (anos comuns); 31 de dezembro–11 de janeiro (anos embolísticos)                                                       |
| Shevat   | 12 de janeiro–31 de janeiro (anos comuns); 1 de janeiro–12 de janeiro (anos embolísticos)                                                                  | 10 de fevereiro–1 de março (anos comuns); 30 de janeiro–10 de fevereiro (anos embolísticos)                                                       |
| Adar     | 11 de fevereiro–2 de março (anos comuns); 31 de janeiro–11 de fevereiro (Adar I - anos embolísticos); 2 de março–13 de março (Adar II - anos embolísticos) | 11 de março–30 de março (anos comuns); 1 de março–12 de março (Adar I - anos embolísticos); 30 de março–10 de abril (Adar II - anos embolísticos) |
| Nissan   | 12 de março–31 de março (anos comuns); 31 de março–11 de abril (anos embolísticos)                                                                         | 10 de abril–29 de abril (anos comuns); 29 de abril–10 de maio (anos embolísticos)                                                                 |
| Iyyar    | 11 de abril–30 de abril (anos comuns); 30 de abril–11 de maio (anos embolísticos)                                                                          | 9 de maio–28 de maio (anos comuns); 28 de maio–8 de junho (anos embolísticos)                                                                     |
| Sivan    | 10 de maio–29 de maio (anos comuns); 29 de maio–9 de junho (anos embolísticos)                                                                             | 8 de junho–27 de junho (anos comuns); 27 de junho–8 de julho (anos embolísticos)                                                                  |
| Tammuz   | 9 de junho–28 de junho (anos comuns); 28 de junho–9 de julho (anos embolísticos)                                                                           | 7 de julho–26 de julho (anos comuns); 26 de julho–6 de agosto (anos embolísticos)                                                                 |
| Av       | 8 de julho–27 de julho (anos comuns); 27 de julho–7 de agosto (anos embolísticos)                                                                          | 6 de agosto–25 de agosto (anos comuns); 25 de agosto–5 de setembro (anos embolísticos)                                                            |
| Elul     | 7 de agosto–26 de agosto (anos comuns); 26 de agosto–6 de setembro (anos embolísticos)                                                                     | 4 de setembro–23 de setembro (anos comuns); 23 de setembro–4 de outubro (anos embolísticos)                                                       |

### Coincidência do início dos meses entre os calendários hebraico e gregoriano
| Data (calendário hebraico)                                     | Data (calendário gregoriano)                                       |
| -------------------------------------------------------------- | ------------------------------------------------------------------ |
| 1 de Tishrei de 5807, 5826                                     | 1 de outubro de 2046, 2065                                         |
| 1 de Cheshvan de 5788, 5834, 5853                              | 1 de novembro de 2027, 2073, 2092                                  |
| 1 de Kislev de 5777, 5788, 5834                                | 1 de dezembro de 2016, 2027, 2073                                  |
| 1 de Tevet de 5766, 5785, 5796, 5805, 5815                     | 1 de janeiro de 2006, 2025, 2036, 2044, 2055                       |
| 1 de Shevat de 5793, 5831                                      | 1 de janeiro de 2033, 2071                                         |
| 1 de Adar de 5766, 5785, 5815; 1 de Adar I de 5774, 5812, 5850 | 1 de março de 2006, 2025, 2055; 1 de fevereiro de 2014, 2052, 2090 |
| 1 de Nissan de 5774, 5820, 5850                                | 1 de abril de 2014, 2060, 2090                                     |
| 1 de Iyyar de 5774,5820, 5850                                  | 1 de maio de 2014, 2060, 2090                                      |
| 1 de Sivan de 5763, 5809, 5828, 5847, 5858                     | 1 de junho de 2003, 2049, 2068, 2087, 2098                         |
| 1 de Tammuz de 5763, 5809, 5828, 5847, 5858                    | 1 de julho de 2003, 2049, 2068, 2087, 2098                         |
| 1 de Av de 5771, 5817, 5855                                    | 1 de agosto de 2011, 2057, 2095                                    |
| 1 de Elul de 5768, 5779, 5798, 5844                            | 1 de setembro de 2008, 2019, 2038, 2084                            |

## Duração do dia
Os dias, em conformidade com os relatos da Criação em Bereshit (Gênesis), começam após o pôr do sol. Para ser mais preciso, um novo dia começa no Tzeit Hakochavim (este período começa após o crepúsculo vespertino civil e indica o início da noite).
Exemplo:
10 de Adar de 5767
- O calendário judaico apresenta esta data em sua totalidade, 10 de Adar de 5767, e os judeus têm em mente o período de sua duração.
- Um calendário comparativo judaico/gregoriano simples apresenta esta data da seguinte forma: 10 de Adar de 5767 ⇔ 28 de fevereiro de 2007.
- Por questão de praticidade, um calendário comparativo simples leva em conta somente o dia de sua maior duração (período da meia-noite ao pôr do sol). Há diversos calendários e sites especializados que indicam a hora do pôr do sol e outras informações mais detalhadas de cada dia.
- Com base nas informações apresentadas, vemos que 10 de Adar de 5767, quando comparado com o calendário gregoriano, foi exatamente do início da noite de 27 de fevereiro de 2007 ao fim do crepúsculo vespertino civil de 28 de fevereiro de 2007.

### Pôr do sol (Shkiat Hachama) e Início da Noite (Tzeit Hakochavim)
Considerando as estações do ano, o horário do pôr do sol (Shkiat Hachama) e o início da noite (Tzeit Hakochavim) variam ao longo do ano em cada lugar do mundo.
| Horário do pôr do sol | Período (calendário judaico) do pôr do sol | Período (calendário gregoriano) do pôr do sol                                        | Horário do início da noite | Período (calendário judaico) do início da noite | Período (calendário gregoriano) do início da noite                         | Ocorrência                                                                    |
| --------------------- | ------------------------------------------ | ------------------------------------------------------------------------------------ | -------------------------- | ----------------------------------------------- | -------------------------------------------------------------------------- | ----------------------------------------------------------------------------- |
| 17:15                 | Cheshvan–Tevet                             | (30 de nov., 1 dez.)2 de dez.–12 de dez.(13 de dez.)                                 | 17:44                      | Cheshvan–Tevet                                  | (2 de dez., 3 de dez., 4 de dez.)5 de dez.–7 de dez.(8 de dez., 9 de dez.) | Período do ano em que Shkiat Hachama e Tzeit Hakochavim acontecem mais cedo.  |
| 21:06                 | Sivan–Tammuz                               | (24 de jun., 25 de jun., 26 de jun., 27 de jun., 30 de jun.)28–29 de jun.(1 de jul.) | 21:37                      | Sivan–Tammuz                                    | (19 de jun., 20 de jun.)21 de jun.–3 de jul.(4 de jul.)                    | Período do ano em que Shkiat Hachama e Tzeit Hakochavim acontecem mais tarde. |

| Horário do pôr do sol | Período (calendário judaico) do pôr do sol | Período (calendário gregoriano) do pôr do sol                                    | Horário do início da noite | Período (calendário judaico) do início da noite | Período (calendário gregoriano) do início da noite                                         | Ocorrência                                                                    |
| --------------------- | ------------------------------------------ | -------------------------------------------------------------------------------- | -------------------------- | ----------------------------------------------- | ------------------------------------------------------------------------------------------ | ----------------------------------------------------------------------------- |
| 17:16                 | Iyyar–Tammuz                               | (28 de maio)29 de maio–14 de jun.(15 de jun., 16 de jun., 17 de jun.)            | 17:40                      | Iyyar–Tammuz                                    | (29 de maio, 30 maio)31 de maio–10 de jun.(11 de jun., 12 de jun., 13 de jun., 14 de jun.) | Período do ano em que Shkiat Hachama e Tzeit Hakochavim acontecem mais cedo.  |
| 18:44                 | Tevet–Shevat                               | (5 de jan. ou 6 de jan.)7 de jan.–20 de jan.(21 de jan., 22 de jan., 23 de jan.) | 19:09                      | Tevet–Shevat                                    | (6 de jan., 7 de jan.)8 de jan.–16 de jan.(17 de jan., 18 de jan., 19 de jan.)             | Período do ano em que Shkiat Hachama e Tzeit Hakochavim acontecem mais tarde. |

## Os dias da semana
| Número | Dia           | Nome em hebraico transliterado | Nome em hebraico | Abreviação em hebraico |
| ------ | ------------- | ------------------------------ | ---------------- | ---------------------- |
| 1      | domingo       | yom rishon                     | יום ראשון        | א                      |
| 2      | segunda-feira | yom sheni                      | יום שני          | ב                      |
| 3      | terça-feira   | yom shlishi                    | יום שלישי        | ג                      |
| 4      | quarta-feira  | yom reviʻi                     | יום רביעי        | ד                      |
| 5      | quinta-feira  | yom hamishi                    | יום חמישי        | ה                      |
| 6      | sexta-feira   | yom shishi                     | יום שישי         | ו                      |
| 7      | sábado        | shabat                         | שבת              | שבת                    |

### Os dias da semana no início de cada mês
Segundo a Torá, o mês de Nissan deve sempre começar na primavera (em Israel - hemisfério norte) e, de acordo com a tradição talmúdica, Rosh Hashaná não pode começar em um domingo, quarta-feira ou sexta-feira, Yom Kippur não pode cair em uma sexta-feira ou domingo, e Purim não pode ocorrer em uma segunda-feira ou sábado. Por esses motivos, cada mês começa nos seguintes dias abaixo:
| 1 de Tishrei                                       | 1 de Cheshvan                                       | 1 de Kislev                                                                    | 1 de Tevet                                                       | 1 de Shevat                                                      | 1 de Adar | 1 de Nissan                                  | 1 de Iyyar                                         | 1 de Sivan                                        | 1 de Tammuz                                       | 1 de Av                                            | 1 de Elul                                           |
| -------------------------------------------------- | --------------------------------------------------- | ------------------------------------------------------------------------------ | ---------------------------------------------------------------- | ---------------------------------------------------------------- | --- | -------------------------------------------- | -------------------------------------------------- | ------------------------------------------------- | ------------------------------------------------- | -------------------------------------------------- | --------------------------------------------------- |
| segunda-feira, terça-feira, quinta-feira ou sábado | segunda-feira, quarta-feira, quinta-feira ou sábado | domingo, segunda-feira, terça-feira, quarta-feira, quinta-feira ou sexta-feira | domingo, segunda-feira, terça-feira, quarta-feira ou sexta-feira | segunda-feira, terça-feira, quarta-feira, quinta-feira ou sábado | segunda-feira, quarta-feira, sexta-feira ou sábado (anos comuns); segunda-feira, quarta-feira, quinta-feira ou sábado (1 de Adar I); segunda-feira, quarta-feira, sexta-feira ou sábado (1 de Adar II) | domingo, terça-feira, quinta-feira ou sábado | segunda-feira, terça-feira, quinta-feira ou sábado | domingo, terça-feira, quarta-feira ou sexta-feira | domingo, terça-feira, quinta-feira ou sexta-feira | segunda-feira, quarta-feira, sexta-feira ou sábado | domingo, segunda-feira, quarta-feira ou sexta-feira |

### O dia da semana que caiRosh Hashaná

#### Lua nova (Molad)
```
princípio de cada mês judaico deveria ser no dia da 
lua nova
, e assim era fixado o mês na antiguidade enquanto existia o tribunal central judaico (
san'hedrin
) no 
Templo de Jerusalém
. Porém depois de começar a fixar o calendário somente pelo cálculo alguns fatores foram incluídos, como citaremos na continuação e, consequentemente, alguns meses podem começar no dia posterior à lua nova ou molad.
```

Antes da análise do cálculo do molad, vale a pena definir alguns conceitos: na tradição judaica, com origem no Talmud, a hora se divide em 1080 partes em lugar de dividi-las em minutos e segundos. Para facilitar o cálculo que necessitamos, usaremos esta divisão, pois o número 1080 é divisível por 1, 2, 3, 4, 5, 6, 8, 9 e 10. O ciclo da Lua, como citamos anteriormente, é de 29,53 dias. Se fizermos o cálculo usando horas e 1080 partes de hora chegamos a conclusão que o ciclo da Lua é formado de 29 dias, 12 horas e 793 partes.
Com base nisso, o molad de cada mês será 1 dia da semana, 12 horas e 793 depois do molad do mês anterior. Por exemplo: Se o molad do mês de Tishrei do ano de 5768 caiu numa quarta-feira às 10 horas e 468 partes, o mês seguinte (Cheshvan) cairá numa quinta-feira às 23 horas e 181partes. Portanto se multiplicarmos este número por 12 receberemos: 12 dias da semana, 144 horas e  9516 partes, que ao simplificarmos reduzindo cada 1080 a 1 hora, cada 24 horas a 1 dia e desprezando cada 7 dias pois formam uma semana receberemos: 4 dias 8 horas 876 partes, para um ano de 12 meses e acrescentando o número de 1 dia, 12 horas e 793 partes, receberemos: 5 dias, 21 horas e 589 partes para um ano de 13 meses. Por exemplo: sabendo o molad do ano de 5768, como citamos anteriormente, e somando 5 dias, 21 horas e 589 partes (pois este ano tinha 13 meses), receberemos um resultado de: terça-feira, 7 horas e 1057 partes. Este é o dia da semana e o horário exato da lua nova, molad, do ano de 5769.
Portanto com base nos cálculos que fizemos podemos determinar o molad de qualquer ano - podemos calcular a partir do início da contagem, ou a partir do molad de um ano conhecido.

#### Motivos para adiar por um diaRosh Hashanáem relação aomolad
Existem basicamente dois motivos pelos quais se adia Rosh Hashaná:
- Os sábios da época da Mishná determinaram por diferentes motivos que Rosh Hashaná não deveria cair no domingo, nem na quarta-feira nem na sexta-feira.
- Quando o molad cai depois de 3 quartos do dia, ou seja depois de 18 horas, Rosh Hashaná é adiado.

Por exemplo, vimos que o molad do ano de 5768 era na quarta-feira às 10 horas e 468 partes, ele não entra na segunda regra, mas entra na primeira - portanto Rosh Hashaná neste ano caiu na quinta-feira. Para isso teve-se que acrescentar 1 dia no ano anterior, o que é feito no mês de Cheshvan, ou seja no ano de 5767 tanto o mês de Cheshvan quanto o de Kislev tiveram 30 dias. E este dia foi descontado do ano de 5768 no mês de Kislev, ou seja, neste ano tanto o mês de Cheshvan quanto o de Kislev tiveram 29 dias.
Com os cálculos que fizemos podemos definir se:
- o ano que buscamos tem ou não um mês complementar
- Cheshvan e Kislev têm ambos 29 ou 30 dias
- Cheshvan e Kislev são distintos com 29 e 30 dias respectivamente

Assim sendo, podemos determinar se este ano é comum (com 353, 354 ou 355 dias) ou embolístico (com 383, 384 ou 385 dias) e construir um calendário completo.

## Os anos
O ano judaico deve ser periodicamente ajustado ao ciclo solar devido à determinação da Torá de que o mês de Nissan deve cair sempre na primavera (de Israel-hemisfério norte), ou mais precisamente, de acordo com a determinação dos rabinos da época do Talmud - o equinócio da primavera tem que estar dentro do mês de Nissan. O ciclo de ajustes é de dezenove anos.
Para este ajuste, precisamos determinar a diferença de dias entre um ano solar (aproximadamente 365 dias e 6 horas) e o período de 12 meses lunares (aproximadamente 354 dias e 9 horas): ele equivale aproximadamente a 10 dias e 21 horas. Ou seja, a cada 2 ou 3 anos é necessário acrescentar um mês de 30 dias após Shevat: Adar I. Isso gera dois tipos de anos:

#### Anos comuns
Os anos comuns ou normais ocorrem em um período de 12 meses.
Os anos comuns, devido à variação de dias nos meses de Cheshvan e Kislev entre 29 ou 30 dias, podem contar com 353, 354 ou 355 dias.

#### Anos embolísticos
Os anos embolísticos ou longos ocorrem em um período de 13 meses.
Os anos embolísticos ocorrem sete vezes dentro de um ciclo de dezenove anos (nos anos 3º, 6º, 8º, 11º, 14º, 17º e 19º desse ciclo) e têm um mês complementar de 30 dias (a maioria designa erroneamente Adar II como o mês complementar, na realidade, o mês complementar exato é Adar I). Devido a isso, somando a varição de dias dos meses de Cheshvan e Kislev com os 30 dias de Adar I (mês complementar), os anos embolísticos podem contar com 383, 384 ou 385 dias.

### Classificação dos anos judaicos conforme a quantidade de dias
As variações dos anos comuns ou normais (com 353, 354 ou 355 dias) e embolísticos ou longos (com 383, 384 ou 385 dias) são chamadas chaserah, kesidrah e shelemah, traduzindo respectivamente: deficiente, regular e completo.
| Chaserah - 353 dias (anos comuns) | Kesidrah - 354 dias (anos comuns) | Shelemah - 355 dias (anos comuns) | Chaserah - 383 dias (anos embolísticos) | Kesidrah - 384 dias (anos embolísticos) | Shelemah - 385 dias (anos embolísticos) |
| --------------------------------- | --------------------------------- | --------------------------------- | --------------------------------------- | --------------------------------------- | --------------------------------------- |
| Cheshvan (29 dias)                | Cheshvan (29 dias)                | Cheshvan (30 dias)                | Cheshvan (29 dias)                      | Cheshvan (29 dias)                      | Cheshvan (30 dias)                      |
| Kislev (29 dias)                  | Kislev (30 dias)                  | Kislev (30 dias)                  | Kislev (29 dias)                        | Kislev (30 dias)                        | Kislev (30 dias)                        |
| Adar (29 dias)                    | Adar (29 dias)                    | Adar (29 dias)                    | Adar I (30 dias) e Adar II (29 dias)    | Adar I (30 dias) e Adar II (29 dias)    | Adar I (30 dias) e Adar II (29 dias)    |

| Chaserah - 353 dias (ano comum) | Kesidrah - 354 dias (ano comum) | Shelemah - 355 dias (ano comum) | Chaserah - 383 dias (ano embolístico) | Kesidrah - 384 dias (ano embolístico) | Shelemah - 385 dias (ano embolístico) |
| ------------------------------- | ------------------------------- | ------------------------------- | ------------------------------------- | ------------------------------------- | ------------------------------------- |
| 11%                             | 24%                             | 28%                             | 15%                                   | 6%                                    | 16%                                   |

- 353 dias: 5761, 5773, 5777, 5781, 5797, 5804, 5808, 5824, 5835, 5851, 5859
- 354 dias: 5762, 5766, 5769, 5772, 5775, 5778, 5786, 5789, 5792, 5796, 5799, 5802, 5813, 5816, 5819, 5823, 5826, 5829, 5840, 5843, 5846, 5849, 5853, 5856
- 355 dias: 5764, 5767, 5770, 5780, 5783, 5785, 5788, 5791, 5794, 5800, 5805, 5807, 5810, 5811, 5815, 5818, 5821, 5827, 5830, 5832, 5834, 5837, 5838, 5842, 5845, 5848, 5854, 5857
- 383 dias: 5765, 5768, 5784, 5790, 5793, 5801, 5812, 5817, 5820, 5828, 5831, 5839, 5844, 5847, 5855
- 384 dias: 5782, 5806, 5809, 5833, 5836, 5860
- 385 dias: 5763, 5771, 5774, 5776, 5779, 5787, 5795, 5798, 5803, 5814, 5822, 5825, 5841, 5850, 5852, 5858

## Cálculo do calendário
Para desenvolvermos um cálculo exato do calendário judaico devemos definir 3 características do ano requerido:
- se este ano tem 12 ou 13 meses (chamaremos Shaná Meuberet o ano com 13 meses).
- em que dia da semana cai o primeiro dia do ano, o Rosh Hashaná.
- se os meses de Cheshvan e Kislev têm 29 ou 30 dias.

#### Shaná Meuberet
Para determinar se este ano é uma Shaná Meuberet (tem 13 meses), recorremos à tabela de 19 anos. Existe um ciclo de 19 anos onde 7 deles serão Shaná Meuberet: Neste ciclo os anos 3, 6, 8, 11, 14, 17 e 19 terão 13 meses, enquanto os demais serão anos comuns com 12 meses.
O cálculo deste ciclo começa no início da contagem de anos judaica, que segundo a tradição judaica é o dia da criação do primeiro homem, Adão. Portanto no ano de 2012, por exemplo, o ano judaico é 5772 (3760 anos a mais que a contagem cristã), se dividirmos 5772 por 19 (o ciclo de anos mencionado anteriormente), receberemos 303 ciclos completos, e um resto de 15, o que indica que estamos no 15º ano do ciclo de Shaná Meuberet, ou seja, é um ano comum com 12 meses. Devemos prestar atenção no detalhe de que quando o número for divisível por 19, como por exemplo o ano de 5776 (2016 no calendário gregoriano), o resto será zero o que significa que estamos no 19º ano do ciclo e ele será de 13 meses segundo a tabela pré-estabelecida.
A necessidade destes 7 anos com 13 meses no ciclo de 19 anos provém do fato que o calendário judaico é um calendário lunissolar, ou seja, seus meses são fixados a partir do ciclo da lua (aproximadamente 29,53 dias), porém o ano deve ser ajustado regularmente a translação da Terra em torno do sol (aproximadamente 365,242 dias). A diferença entre um ano solar e 12 meses lunares é de aproximadamente 10.88 dias, em 19 anos está diferença será de aproximadamente 206 dias que equivale a 7 ciclos da lua.

#### A quantidade de anos de 13 meses que se passaram desde o início da contagem de anos judaica
Segundo nosso cálculo anterior, no ano de 2012, por exemplo, se passaram 303 ciclos de 19 anos, que somam um total de 2121 meses acrescentados, mais 5 meses deste atual ciclo. Ou seja, desde o princípio da contagem do calendário judaico se passaram 2126 meses acrescentados.
Este dado nos ajudará se quisermos reconstituir todo o calendário ou calcular o calendário de anos anteriores.

#### O total de ciclos da Lua passados desde o início da contagem judaica
Sabendo a quantidade de anos que se passaram desde o início da contagem do calendário judaico, por exemplo no dia 16 de setembro de 2012, se passaram exatos 5772 anos. Multiplicamos este número por 12 recebemos um resultado de 69264 meses. Somando os 2126 meses acrescentados obtemos 71390, que é a quantidade de meses desde o início da contagem judaica de anos até o final do ano de 5772.

#### A datação do ano atual e de anos anteriores/posteriores
Para o cálculo de qualquer ano judaico, basta acrescentar 3760 ao ano do calendário gregoriano (a partir do início do ano civil judaico, que ocorre entre setembro/outubro, acrescenta-se 3761 até 31 de dezembro deste mesmo ano).
Fórmula e exemplo:
ano (calendário gregoriano) + 3760 (a partir de 1 de janeiro até o término do ano civil judaico) ⇔ 2024 + 3760 = 5784
ano (calendário gregoriano) + 3761 (a partir do início do ano civil judaico até 31 de dezembro) ⇔ 2024 + 3761 = 5785

## Os anos novos
Ao longo do calendário judaico, são celebrados quatro vezes o começo de um ano novo, cada um com seu propósito. Eles podiam ser de ordem triburária, quando ainda existia o Templo de Jerusalém, religiosa, ou, somente histórico. São eles:
- 1 de Nissan, o Ano Novo Religioso: considera-se esta data como o marco zero do calendário judaico, pois foi nesse dia, no ano de 2448, que Deus ensinou Moisés como realizar a contagem dos dias e meses.
- 1 de Elul, o Ano Novo do Gado: não é celebrado desde a destruição do Templo e era relacionado a coleta de impostos.
- 1 de Tishrei, o Ano Novo Civil: ocorre no mesmo dia que Deus teria criado Adão.
- 15 de Shevat, Ano Novo das Árvores: era o dia da contagem do dízimo das frutas. Apesar do dízimo não ser mais contado, esta festividade ainda é celebrada em Israel.